# 台灣價值
台灣價值是2018年1月由中華民國總統兼民主進步黨主席蔡英文提出的一個政治命題，字面上可泛指台灣社會認可的價值觀及思想。由於其實際定義含糊不清，引起社會各方爭論。後來被引申使用成為網路上的諷刺用語。

## 歷史
2018年1月22日，「台灣價值」首次被提出：蔡英文接受三立iNEWS政論節目《鄭知道了》專訪，主持人鄭弘儀提問，無黨籍台北市市長柯文哲是否為民主進步黨盟友；蔡英文回答，柯文哲必須再次確認台灣價值，讓民進黨支持者認可。2018年1月23日，前民進黨立法委員林濁水說，「蔡總統不妨說說她的台灣價值和國家整體角度是什麼，大家好用來檢驗柯文哲」；柯文哲回應，台灣在東亞地區的特色是民主自由、多元開放，而法治、人權與環保有待改善，所謂的普世價值就是現階段的台灣價值，「我很想知道她（蔡英文）的台灣價值是什麼」。
由於台灣價值提出時未有明確定義，2018年九合一選舉時，民進黨台北市市長候選人姚文智一度表示「綠是一個台灣價值」。經過長時間網路與輿論發酵後，目前在網路與政治圈上，台灣價值已經成為用來嘲諷民進黨的網路用語。因此台灣民眾黨是唯一在政黨網站上宣揚台灣價值的政黨。
2019年8月26日蔡英文在接受媒體提問時說，「我當年提台灣價值，其實是善意提醒柯文哲市長，因為有一些民眾對他有一些立場....，希望他能夠說清楚。所以我也善意的提醒，沒有意思把它當作一張考卷。」。本用語還是成為不滿民進黨的政治人物與網民用來嘲諷的用詞。例如：「你台灣價值不足」、「台灣價值儲值不夠」等嘲諷說法，影射其行為不符合民進黨等泛綠陣營的立場。

## 民調
2018年6月29日，美麗島電子報公布《2018年6月國政民調》，其中一項題目是「您認為在以下這幾位總統任內，哪一位最能夠堅持或是代表台灣價值」，調查結果：民眾回答排序為蔣經國43.0%、李登輝13.8%、蔡英文11.2%、馬英九9.5%、陳水扁7.4%，未明確回答者有15.2%。

## 政治人物認知
2019年8月6日，柯文哲在台灣民眾黨創立時曾言：普世價值「民主、自由、多元、開放、法治、人權、關懷弱勢、永續經營」在台灣的實現，就是他堅信的台灣價值，其中，民主自由是台灣價值的核心。
在柯文哲多次透過媒體要求蔡英文總統闡述自己的「台灣價值」，2019年8月28日蔡英文表示：台灣價值的核心就是我們主權、安全，還有我們的民主自由生活的方式。

## 相關頁面
- 台灣共識
- 台灣民族主義
- 台灣本土化運動
- 普世價值
- 亞洲價值
- 香港核心價值